# Vuelo 448 de Yemenia
El vuelo 448 de Yemenia fue un vuelo regular de pasajeros operado por Yemenia Yemen Airways desde Saná hasta Al Hudayda, Yemen, que fue secuestrado el 23 de enero de 2001.

## Acontecimientos
El Boeing 727-2N8 de Yemenia despegó del Aeropuerto Internacional de Saná con destino a una escala en el Aeropuerto Internacional de Taiz, Taiz. A bordo se encontraban la embajadora de Estados Unidos en Yemen, Barbara Bodine, el jefe adjunto de misión estadounidense en Yemen, y el embajador yemení en Estados Unidos.
Quince minutos después del despegue, un hombre armado con una pistola pluma secuestró el avión y exigió ser llevado a Bagdad, Irak. Además del arma, afirmaba tener explosivos en su maleta. La tripulación logró convencer al secuestrador de desviar el vuelo a Yibuti para reabastecerse.
La aeronave realizó un aterrizaje de emergencia en el Aeropuerto Internacional de Yibuti-Ambouli, donde el capitán Amer Anis y su tripulación lograron someter al secuestrador, en lo que el portavoz del Departamento de Estado de EE. UU., Richard Boucher, calificó como "una acción realmente extraordinaria". El único herido fue el ingeniero de vuelo, que resultó rozado por una bala durante el forcejeo.

## Secuelas
El secuestrador, identificado como Jaber Yehia Ali Sattar, resultó ser un ciudadano iraquí desempleado que buscaba oportunidades laborales en el extranjero. Fue extraditado a Yemen y condenado a 15 años de prisión en marzo de 2001.